# 구미호 (영화)
《구미호》는 1994년에 개봉한 대한민국의 영화이다.
하라 역은 당초 심혜진이 낙점됐으나 해당 영화 제작사(신씨네)로부터 《결혼 이야기》속편에 출연해줄 것을 요청받는 바람에 고사했고 진희경에게도 제안이 갔지만  《커피 카피 코피》출연으로 거절했다.

## 캐스팅
- 고소영 : 하라 역
- 정우성 : 혁 역
- 독고영재 : 저승사자 역
- 방은희 : 민이 역
- 이기영
- 이근희
- 서기웅
- 권해효
- 안석환
- 소일섭
- 권호웅
- 민경진
- 원근희
- 권태원
- 엄춘배
- 이봉규
- 지춘성
- 정인기
- 김필국
- 박길수
- 강남기
- 홍석연
- 이재록
- 이석연
- 최영래
- 김민수
- 신재명
- 양정웅
- 이운석
- 김진우 : 저승야차 역